# Fleckenwasser
Unter Fleckenwasser versteht man flüssige Reinigungsmittel zum Entfernen von Schmutzflecken aus textilen Geweben. Die Bezeichnung hat heute mehr historischen Charakter.

## Arten von Fleckenwässern
Bei Brönnerschem Fleckwasser (auch Vrönners Fleckwasser) handelt es sich schlichtweg um Benzin, das man zur Entfernung von Fettflecken aus Kleidern in den Handel brachte. In Kombination mit weiteren Chemikalien ergaben sich unterschiedliche Reinigungsmittel. Englisches Fleckwasser ist eine Mischung aus Benzin mit Alkohol und Ammoniak; Buchnersches Fleckwasser eine Mixtur aus Äther, Alkohol und Salmiakgeist. Weiterhin werden das Bleichmittel Eau de Javel sowie der Liquer Bernhard, eine Lösung von Ochsengalle und Pottasche, dazugerechnet.